# Любомир Начев
Любомир Тодоров Начев е български политик от Българската социалистическа партия (БСП). Той е министър на вътрешните работи на България през 1995-1996 година.

## Биография
Любомир Начев е роден на 22 октомври 1954 година в село Дюлево, Средецко. През 1978 година завършва право в Софийския университет „Климент Охридски“. За кратко е стажант в Софийския градски съд, след което става следовател. До 1991 година работи в Министерството на вътрешните работи, като достига до поста заместник-директор на Института по криминалистика и криминология. Той е научен сътрудник I степен и кандидат на науките, автор е на трудове по криминология, криминалистика и оперативно-издирвателна дейност.
Любомир Начев е член на Българската комунистическа партия, преименувана през 1990 година на БСП. От 1991 до 1997 година е народен представител. През 1995 година става министър на вътрешните работи в правителството на Жан Виденов. Става известен с публикуването в началото на 1996 година на списък с 2315 обвиняеми с висящи дела.
Начев е принуден да подаде оставка през май 1996 година, след като е заснет от журналистката от Българска национална телевизия Севда Шишманова да се развлича в компанията на манекенки, няколко часа след като в столичния квартал „Люлин“ са застреляни трима полицаи. На мястото на Любомир Начев е избран Николай Добрев, а самият той се оттегля от публичния и активен партиен живот и става адвокат в Бургас и Карнобат.
През септември 2005 г. Любомир Начев е едно от лицата, които трябва да бъдат включени в замисления от новия министър на вътрешните работи Румен Петков консултативен Обществен съвет в МВР. По-късно обаче Петков отрича Начев да е включван в състава на Обществения съвет, а и самата идея не е реализирана.
Любомир Начев се самоубива на 13 октомври 2006 г. в Карнобат със законно притежаван от него пистолет. Поради неизяснените мотиви и обстоятелства остава съмнението, че става дума за убийство.